# Euchrysops abyssiniae
Euchrysops abyssiniae är en fjärilsart som beskrevs av Storace 1950. Euchrysops abyssiniae ingår i släktet Euchrysops och familjen juvelvingar. Inga underarter finns listade i Catalogue of Life.